# 倹飩
倹飩（けんどん）あるいは 倹飩式（けんどんしき）とは、家具・建築において、戸や蓋をはめ込む方法の一種。
上下に溝を掘り、戸や蓋を上げ落としにしてはめこむのが基本的な構造であるが、左右に溝を掘るものもある。慳貪とも書く。

## 解説
典型的なものとしては、うどんやそばの出前に使う箱「岡持ち」の戸がある。書院造の地袋の「戸ふすま」も「けんどん」になっていることがある。関連して「やり送り」とか「いってこい」と呼ばれるはめ込み方もあるが、こちらは上下の動きではなく左右の動きとなる。本来、上下は「けんどん」と左右は「いってこい」の違いがあるが「やり送り」はどちらにも使われたり、これらが混同されていることもある。

## けんどん箱
出前用の岡持ちのうち、戸が溝にはめ込まれている種類のものを「けんどん箱」（漢字では慳貪箱・倹飩箱などの表記がある）ともいう。家具・建具の「けんどん」は、「けんどん箱」の戸の構造から転じたとされるが、以下のように異説もある。
江戸時代後期の文政7年（1824年）、山崎美成・曲亭馬琴らが関わっていた好事家の集まり「耽奇会」に「大名けんどん」（装飾を施した豪華なけんどん箱）という道具が出品された。この「けんどん（箱）」の名称の由来をめぐって美成と馬琴が論争し（つまり、この時点では「けんどん」の由来が不明になっていた）、激しい応酬の末に2人は絶交するに至った。この論争は「けんどん争い」として知られる。
美成は、かつて「けんどん屋」と呼ばれる接客の簡易な（「つっけんどん」な）形態の外食店が存在し（論争時点では名称が廃れていた）、そこから盛り切り蕎麦を「けんどんそば」と呼ぶようになり、「けんどんそば」を運搬する箱を「けんどん箱」と呼ぶようになったと主張した。この説が「けんどん箱」「けんどんそば」「けんどん屋」について現代では優勢な説明である。一方馬琴は、箱のほうを「けんどん」と称したのが先であると主張した。「けんどん争い」と呼ばれるこの論争は、「蕎麦食の歴史」や「出前の発祥」、「けんどん屋の業態」や「どんぶり鉢の名称の起源」（けんどん屋で使う器を呼ぶ「けんどん振り（鉢）」が転じて「どんぶり（鉢）」になったという説がある）などとも関連することから、江戸時代の食文化に関する貴重な記録となっている。